# Lorraine-Dietrich Type GP
Der Lorraine-Dietrich Type GP ist ein Rennwagen von 1912. Hersteller war Lorraine-Dietrich in Frankreich.

## Beschreibung
Die Zulassung durch die nationale Zulassungsbehörde erfolgte am 13. Mai 1912.
Der Motor war eine Eigenentwicklung des Herstellers, durchgeführt durch seinen belgischen Konstrukteur Louis de Groulart. Er ist ein Vierzylinder-Reihenmotor mit OHV-Ventilsteuerung. Jeweils zwei Zylinder sind paarweise zusammengegossen. 155 mm Bohrung und 200 mm Hub ergeben 15.095 cm³ Hubraum. Der Motor war damals in Frankreich steuerlich mit 60 CV eingestuft.
Der Motor ist vorn längs im Fahrgestell eingebaut. Er treibt über ein Vierganggetriebe und Ketten die Hinterräder an. Die Bremse wirkt, wie damals üblich, nur auf die Hinterachse.
Die offene Karosserie als Phaeton bietet Platz für zwei Personen.

## Renneinsätze
Victor Hémery gewann am 26. Mai 1912 beim Course de côte de Mayenne und wurde tags darauf Zweiter beim Course de côte de Sillé-en-Guillaume. Beim Großen Preis von Frankreich 1912 am 25. bis 26. Juni 1912 starteten René Hanriot, Paul Bablot, Stefan Heim und Victor Hémery. Hemery stellte am 27. November 1912 auf der Rennstrecke von Brooklands einen Rekord über die Strecke von 200 Meilen auf.
Ferenc Szisz gewann am 26. Juli 1914 ein Rennen auf der Strecke bei Anjou.
Malcolm Campbell und Douglas Hawkes setzten das Fahrzeugmodell 1920 bei einigen Rennen in Brooklands ein.
Ein Fahrzeug ist erhalten geblieben.